# الحق في بيئة صحية في السعودية
الحق في بيئة صحية في السعودية تعتبر حماية البيئة لمواجهة التحديات البيئية نظام أساسي اهتمت به المملكة العربية السعودية ضمن خطتها المستقبلية 2030، وقد حققت نقلة نوعية في مجال حماية البيئة وتقليل نسبة التلوث البيئي. وتعمل الدولة على المحافظة على البيئة وحمايتها وتطويرها ومنع التلوث عنها من أجل خلق بيئة صحية آمنة ونظيفة لكل من يعيش على أراضيها ومياهها من أنسان وحيوان ونبات.

## الأطر النظامية
كانت المادة (32) من النظام الأساسي للحكم، من أبرز الأطر النظامية لحماية الحق في بيئة صحية والتي نصت على أن: «تعمل الدولة على المحافظة على البيئة وحمايتها وتطويرها ومنع التلوث عنها»، وقد جاء النظام العام للبيئة الصادر بالمرسوم الملكي رقم م/34 وتاريخ 28-07-1422هـ الموافق 16-10-2001م ليؤطر كل الجهود الحكومية في هذا المجال، حيث أشارت المادة (2) من النظام إلى أن من أهدافه المحافظة على البيئة وحمايتها وتطويرها، ومنع التلوث عنها، وحماية الصحة العامة من أخطار الأنشطة والأفعال المضرة بالبيئة، إضافةً إلى المحافظة على الموارد الطبيعية وتنميتها وترشيد استخدامها، وجعل التخطيط البيئي جزءاً لا يتجزأ من التخطيط الشامل للتنمية في جميع المجالات الصناعية والزراعية والعمرانية وغيرها، ورفع مستوى الوعي بقضايا البيئة.

## رؤية السعودية 2030
تضمنت رؤية المملكة العربية السعودية 2030، برنامج جودة الحياة، والذي نصا على تحسين نمط حياة الفرد والأسرة وبناء مجتمع ينعم افراده بأسلوب حياة متوازن، وذلك من خلال تهيئة البيئة اللازمة. من خلال عدد من المحاور منها خلق بيئة صحية واجتماعية لكافة أفراد المجتمع.

## تشريعات بيئية
أنظمة واستراتيجيات دولية للمحافظة على الحياة الفطرية في المملكة
- النظام العام للبيئة ولائحته التنفيذية.[4]
- نظام المناطق المحمية للحياة الفطرية.[5]
- نظام صيد الحيوانات والطيور البرية.
- نظام الاتجار بالكائنات الفطرية المهددة بالانقراض ومنتجاتها.
- اتفاقية الأمم المتحدة للتنوع الأحيائي.

## التحديات البيئية في السعودية
يؤدي التطور الاقتصادي والنمو السكاني المستمر والتطور العمراني السريع وزيادة الطلب على المياه والطاقة إلى خلق التحديات البيئية في السعودية.

### أبرز التحديات البيئية
مياه الآبار الملوثة، مخلفات مصانع الإسمنت، زيادة انبعاث ثاني أكسيد الكبريت وأكسيد النيتروجين، تدهور الأراضي والتصحر وغيرها مما قد يتسبب بزيادة التلوث البيئي والمخاطر البيئية.

## أبرز جهود المملكة دوليًّا في حماية البيئة
تعمل المملكة على تأدية واجبها تجاه البيئة وذلك من خلال اطلاع المبادرات والمشاريع المرتبطة بحماية البيئة. ومن أبرز هذه الجهود:
- إنشاء صندوق أبحاث للطاقة والبيئة.
- المملكة صاحبة أكبر مشروع إعمار بيئي في التاريخ، وهو المشروع المتعلق بإصلاحات بعد حرب الخليج، وقد كلف المملكة أكثر من 1,1 بليون دولار أمريكي.
- مركز الزراعة الصحراوية، حيث يعمل المركز على تطوير الأنظمة المستدامة منخفضة المدخلات والتي تستخدم المياه بكفاءة لإنتاج الأغذية والحبوب وتتناسب مع البيئة الصحراوية الساحلية التي تعتمد في الزراعة على مياه البحر وأشعة الشمس.
- اطلاق "مبادرة السعودية الخضراء" ومبادرة "الشرق الأوسط الأخضر"، تدرك المملكة كونها أحد أهم الدور المصدرة للنفط مسؤوليتها تجاه أزمة المناخ، وتحقيقًا لدورها الريادي في المنطقة فسوف تقود الشرق الأوسط لحقبة زمنية خضراء.[6][7][8]

## الحماية الفطرية في المملكة
استعانت المملكة في إجراء الدراسات والمسوحات الإحيائية والاجتماعية اللازمة لإعداد منظومة المناطق المحمية بخبرة الاتحاد العالمي لصون الطبيعة حيث قام خبراء من الاتحاد والهيئة بإعداد وثيقة «منظومة وطنية للمحافظة على الحياة الفطرية والتنمية الريفية المستدامة في المملكة العربية السعودية»، والتي تم على أساسها إقامة الشبكة المعلنة من المناطق المحمية حتى الآن في المملكة.

### الحياة البرية والثروة الحيوانية
أولت المملكة الحياة البرية اهتمامًا كبيرًا ضمن مبادرتها ومشاريعها المتعلقة بالبيئة. فقد حرصت حكومة المملكة على إصدار أنظمة تحافظ على المناطق المحمية للحياة الفطرية والنباتية، وتنظم صيد الحيوانات والطيور البرية؛ والاتجار بالكائنات الفطرية المهددة بالانقراض ومنتجاتها.

### منظومة المناطق المحمية
استعانت المملكة في إجراء الدراسات والمسوحات الأحيائية والاجتماعية اللازمة لإعداد منظومة المناطق المحمية بخبرة الاتحاد العالمي لصون الطبيعة حيث قام خبراء من الاتحاد والهيئة عام 1991م بإعداد وثيقة «منظومة وطنية للمحافظة على الحياة الفطرية والتنمية الريفية المستدامة في المملكة العربية السعودية» التي تم على أساسها إقامة الشبكة المعلنة من المناطق المحمية حتى الآن في المملكة.
تتجة السعودية إلى تخصيص نحو 10.42% من مساحة السعودية إلى محميات لتنمية الموارد الطبيعية المتجددة في تلك المناطق لمنفعة الإنسان. هناك 15 محمية قائمة حتى الآن في حين أن المقترح حماية 75 منطقة (منها 62 منطقة برية، 13 منطقة ساحلية وبحرية).
المحميّات القائمة حالياً، 15 منطقة محمية (12 محمية برية وثلاث بحرية)، إلى حماية مجموعة من النظم البيئيّة الطّبيعيّة المتكاملة، ويجري تشغيل هذه المناطق المحميّة بواسطة جهاز إداري وفني يضم مديراً علمياً لكلّ محميّة ورئيساً لفريق الجوّالين الذين يقومون بمهمّة المراقبة الأرضية لرصد الأحياء الفطريّة في المحميّة ومنع المخالفات والتجاوزات ويعاونهم في ذلك فريق المراقبة الجويّة.
| المناطق المحمية القائمة تحت إدارة المركز الوطني لتنمية الحياة الفطرية |                              |         |             |               |                              |         |
| ت                                                                     | المحمية                      | المنطقة | سنة الإعلان | المساحة (كم2) | الموقع الالكتروني            | ملاحظات |
| 1                                                                     | محميّة جبل شدا الأعلى         |         | 1422        | 68.62         | محميّة جبل شدا الأعلى         |         |
| 2                                                                     | محمية سجا وأم الرمث          |         | 1415        | 6528.2        | محمية سجا وأم الرمث          |         |
| 3                                                                     | محمية التيسية                |         | 1415        | 4272.2        | محمية التيسية                |         |
| 4                                                                     | محمية نفود العريق            |         | 1415        | 2036.1        | محمية نفود العريق            |         |
| 5                                                                     | محمية عروق بني معارض         |         | 1413        | 12787         | محمية عروق بني معارض         |         |
| 6                                                                     | محمية مجاميع الهضب           |         | 1412        | 2256.4        | محمية مجاميع الهضب           |         |
| 7                                                                     | محميّة الطّبيق                 |         | 1409        | 12105         | محميّةالطّبيق                  |         |
| 8                                                                     | محمية جزر فرسان              |         | 1409        | 5408          | محمية جزر فرسان              |         |
| 9                                                                     | محمية جرف ريدة               |         | 1409        | 9.33          | محميةجرف ريدة                |         |
| 10                                                                    | محميّة الوعول                 |         | 1408        | 1840.9        | محميّة الوعول                 |         |
| 11                                                                    | محميّة جزيرة أم القماري       |         | 1408        | 4.3           | محميّة جزيرة أم القماري       |         |
| 12                                                                    | محميّة محازة الصّيد            |         | 1408        | 2553          | محميّة محازة الصّيد            |         |
| 13                                                                    | محميّة الخنفة                 |         | 1407        | 19339         | محميّة الخنفة                 |         |
| 14                                                                    | محميّة حرّة الحرة              |         | 1407        | 13775         | محميّة حرّة الحرة              |         |
| 15                                                                    | محميّة الجبيل للأحياء البحرية |         | مقترحة      | 2410.69       | محميّة الجبيل للأحياء البحرية |         |

### تصنيف الثروة الحيوانية البرية في المملكة
- التنوع بالثديات البرية في المملكة.
- التنوع بالثديات البحرية.
- التنوع بالطيور.

## الحياة تحت الماء والثروة السمكية
تولي المملكة الحياة تحت الماء اهتمامًا كبيرًا، فقد اعتمدت المملكة على استراتيجيات وسياسات تحد من العبث أو التهاون في المنظومة البحرية؛ وذلك من خلال اعتماد الاستراتيجية الوطنية للمحافظة على التنوع الأحيائي للمملكة عام 2005 الهادفة إلى ضمان المحافظة على التنوع الأحيائي وتنميته، وتشتمل على خطط دراسة الوضع الراهن للتنوع الأحيائي والتهديدات التي تواجهه وسبل المحافظة عليه وتنميته.

### مبادرات للمحافظة على الحياة البحرية
- مركز أبحاث الثروة السمكية.
- كلية علوم البحار بجامعة الملك عبد العزيز.
- الجمعية السعودية للاستزراع المائي.
- مركز أبحاث الثروة السمكية بجامعة الملك فيصل.
- مركز أبحاث البحر الأحمر بجامعة الملك عبد الله للعلوم والتقنية.

### تصنيف الثروة الحيوانية البحرية في المملكة
- التنوع بالزواحف والبرمائيات
- التنوع بالأسماك البحرية
- التنوع باللافقاريات البحرية

## البيئة الزراعية
يواجه القطاع الزراعي في المملكة عدداً من التحديات والضغوط التي قد تؤثر سلبًا على مستقبل الزراعة، ويعود ذلك إما لأسباب طبيعية أو أنشطة بشرية كان من نتيجتها انتشار التلوث البيئي وانخفاض خصوبة التربة وارتفاع نسبة التصحّر، مما قد يؤثر على إنتاجية الموارد الزراعية. لذلك حصلت تطورات مهمة في مجال الممارسات الزراعية اللازمة لضمان سلامة وأمن الغذاء وحماية المستهلك والمحافظة على البيئة، وعلى الممارسين في المجالات الزراعية الحصول على شهادات معتمدة للتأكد من سلامة المنتجات الغذائية قبل تواجدها في الأسواق.

### نظام التعامل مع الموارد الوراثية النباتية للأغذية والزراعة
استحدث نظام التعامل مع الموارد الوراثية النباتية للأغذية والزراعة تنفيذًا لالتزامات المملكة بالمعاهدة الدولية للأمم المتحدة والاتفاقيات ذات الصلة، وإدراكًا لأهمية المحافظة على الثروة الوطنية التي تُعدّ أساسًا حيويًا يعتمد عليه المزارعون ومربو النباتات والباحثون في تحقيق الأمن الغذائي وتنمية الغطاء النباتي. كما وُضِع للنظام أهداف أهمها:
- المحافظة على الموارد الوراثية النباتية من التدهور والانقراض
- الاستخدام المستدام لهذه الموارد من خلال الدراسات والأبحاث العلمية لاستكشافها
- تبادل الموارد الوراثية النباتية مع المراكز البحثية وبنوك الجينات المحلية والدولية واقتسام المنافع الناتجة عن استخدامها
- تنظيم عملية تداول الموارد الوراثية النباتية ودخولها وخروجها عبر المنافذ الحدودية بالتعاون مع الجهات المختصة
- حماية حقوق الملكية الفرية للممارسات التقليدية للمزارعين المحليين وتشجيع جهودهم ودعمها.

### مبادرة البرنامج الوطني للتوعية البيئية والتنمية المستدامة
مُبادرة أنشِئت بهدف رفع مستوى الوعي بقضايا البيئة ورفع المسؤولية الفردية والجماعية للمحافظة عليها، كما تعزز دور كل فرد في المجتمع كمشارك في حماية البيئة بترشيد استخدام الموارد الطبيعية والحد من تلوثها. وتعمل المبادرة على مسارين:
- دراسة قياس الأداء: لمعرفة الوعي البيئي الحالي من خلال استطلاعات ميدانية على مستوى الأفراد والمؤسسات
- البرامج التوعوية البيئية: لتنفيذ الحملات التي تخدم الهدف الأساسي للمبادرة، وتتبع تطور مستوى الوعي البيئي لكافّة فئات المجتمع.

### مشاركات المملكة دوليًّا للحفاظ على البيئة

#### الرياض الخضراء
أُطلِق مشروع الرياض الخضراء كأحد مشاريع الرياض الكُبرى التي أطلقها الملك سلمان بن عبد العزيزوالذي يأتي تحقيقًا لرؤية المملكة 2030 برفع تصنيف مدينة الرياض عالميًا.

#### أسبوع البيئة
خُصّصَ أسبوع للبيئة من كل عام تتولى فيه وزارة البيئة والمياه والزراعة إقامته وتنفيذه ودعوة الجهات الحكومية والخاصة والجمعيات البيئية للمشاركة في نشاطاته في أول أسبوع من فصل الربيع من كل عام. يُعد أسبوع البيئة أحد أهم المبادرات التوعوية بأهمية البيئة والحفاظ عليها كما يهدف إلى رفع مستوى الوعي والمسؤولية عند الأفراد تجاه البيئة لنكوّنَ مجتمع واع ٍ بيئيًا.

#### مبادرة حملة التشجر والتنمية المستدامة للمراعي والغابات
في نوفمبر 2019 م، أطلقت وزارة البيئة والمياه والزراعة، المرحلة الأولى من مبادرة حملة التشجر والتنمية المستدامة للمراعي والغابات، والتي تعد أحد مبادرات برنامج التحول الوطني، التي تأتي تماشياً مع أهداف رؤية المملكة 2030 في حماية البيئة والموارد الطبيعية لتحقيق التنمية المستدامة ورفاهية المجتمع.
وتهدف هذه المبادرة إلى الحد من ظاهرة التصحر، واستعادة التنوع الأحيائي والتوازن البيئي، والوصول إلى بيئة وموارد طبيعية مستدامة، بالإضافة إلى الحفاظ على الموارد المائية من خلال تغطية 60٪ من المياه المستخدمة لهذه المبادرة من مياه الصرف الصحي المعالجة.
وشملت حملات التشجير زراعة الأشجار المحلية التي منها شجرة الغاف، والمانغروف، والطلح، والسدر، والمرخ، والسمر، والأَثْل، واللبان العربي، والسيال، والسلم، والأراك في عدد من مناطق المملكة، كما أولت وزارة البيئة والمياه والزراعة اهتمامًا في تحقيق المشاركة المجتمعية في استزراع النباتات المحلية لتعزيز الوعي البيئي، من خلال دعوة عدد من الجهات الحكومية والخاصة والجمعيات التطوعية والأفراد في زراعة أكثر من 2 مليون شجرة.
الجدير بالذكر أن مبادرة التنمية المستدامة للمراعي والغابات تستهدف زراعة 6 ملايين شجرة من أكتوبر 2019 وحتى أبريل 2020، وزراعة 12 مليون شجرة حتى نهاية عام 2020 في عدد من مناطق المملكة.

## المركز الوطني للرقابة على الالتزام البيئي
أنشئ المركز الوطني للرقابة على الالتزام البيئي للقيام بعدد من المهام الأساسية التي يسعى من خلالها لتحقيق استدامة بيئية وازدهار في القاعات التنموية وتحسين لجودة الحياة. ومن خدماته:
- خدمة الفسح البيئي: خدمة تُقدم لفسح للغازات المستنفذة لطبقة الأوزون في مجالات متعددة: قطاع التبريد والصناعة والصيانة ومكافحة الحريق بما يتوافق مع الأنظمة الوطنية والاتفاقيات الدولية.
- خدمة التأهيل البيئي في مجال مكاتب الاستشارات والدراسات البيئية: تُقدِم هذه الخدمة للتقييم والتدقيق البيئي على المشاريع غير القائمة والقائمة من الناحية البيئية، وتصنيفها حسب النظام العام للبيئة، وإصدار تصاريح بيئية حسب فئتها.
- خدمة إصدار التصاريح البيئية: يُمكن للجهات العاملة في مجال الخدمات البيئية إصدار أو تجديد شهادة تأهيل عبر المركز الوطني للرقابة على الالتزام البيئي.
- خدمة تصريح بيئي تجاري: تتيح هذه الخدمة إصدار التصاريح أو الموافقات البيئية للمنشآت والجهات ذات الأنشطة المتعلقة في البيئة والمؤثرة فيها في المجال التجاري.
- خدمة تصريح بيئي زراعي: تتيح هذه الخدمة إصدار التصاريح أو الموافقات البيئية للمنشآت والجهات ذات الأنشطة المتعلقة في البيئة والمؤثرة فيها في المجال الزراعي.
- التأهيل البيئي في مجال إدارة النفايات الصلبة البلدية: تتيح هذه الخدمة التأهيل البيئي للشركات والمؤسسات الخاصة والجهات الحكومية للعمل في مجال النفايات الصلبة البلدية.

## إعادة تدوير النفايات

### مفهوم إعادة استخدام أو تدوير النفايات
المقصود بإعادة التدوير هو تحويل المواد والنفايات المستخدمة إلى منتجات جديدة. ويمكن تفكيك الكثير من نفاياتنا المنزلية وإعادة معالجتها لصنع أشياء جديدة؛ هذه العملية تستخدم طاقة وموارد أقل من تلك التي تحتاجها صناعة سلع جديدة مما يعطي دفعًا كبيرًا لبيئتنا. واهتمامًا من حكومة المملكة العربية السعودية بالبيئة فإنها قد خصصت البرامج والمبادرات لإعادة استخدام وتدوير النفايات.

### إعادة استخدام أو تدوير النفايات في النظام
حرصًا من المملكة على الاهتمام بالبيئة فقد وضعت نظام إدارة النفايات البلدية الصلبة وراعت في ذلك الأنظمة العالمية والمعايير الدولية، كما عملت مع دول الخليج لوضع النظام الموحد لإدارة نفايات الرعاية الصحية بدول مجلس التعاون لدول الخليج العربية.

### النفايات الصلبة
تبحث المملكة دومًا عن الحلول المستدامة لإدارة النفايات وتحويلها لموارد ثمينة، فأوجدت حلول لمعالجة شاملة لنفايات البلدية الصلبة، ومنها مرافق استعادة المواد التي تتيح إمكانية فرز المواد القابلة للتدوير واستخلاصها، بالإضافة إلى عمليات التسميد التي يتم خلالها تحويل النفايات العضوية إلى سماد غني بالمغذيات، وفيما يتعلق بالنفايات التي لا يمكن معالجتها فيتم تحويلها إلى مصدر طاقة. كما أوجدت أيضاً أنظمة لإعادة تدوير مخلفات البناء والهدم لتحويلها عن المطامر والأراضي الخالية حول مدننا، مع استخراج الركام عالي الجودة لاستخدامه في مشاريع البناء في جميع أنحاء المملكة.

### النفايات الخطرة
أما بالنسبة للنفايات الصناعية الخطرة فتتم معالجتها وتخزينها ونقلها للتخلص منها بأمان، ويتم اتباع أفضل التقنيات لمعالجة النفايات وحماية البيئة والصحة العامة واستعادة الموارد للاستفادة منها لفترة أطول وعلى نحو يتسم بالمسؤولية، وذلك بهدف استكمال نهج الاقتصاد الدائري من خلال الاستفادة من الحلول المبتكرة لإعادة تدوير النفايات في المملكة مع اتخاذ إجراءات تهدف إلى حماية البيئة. تستثمر المملكة في معالجة المواد واستعادتها مثل الإطارات والإلكترونيات لتحويلها إلى موارد قيمة لتصنيع منتجات جديدة، حيث يمكن أن تتسبب هذه الأنواع من النفايات في تلوث شديد وعادة ما تتطلب أسلوب خاص في التعامل معها والتخلص منها نظراً لخصائصها مثل الحجم والخصائص البيولوجية والكيميائية والتصنيف التنظيمي. كما نشرت أرامكو السعودية مقالًا حول إعادة تدوير مبتكرة للنفايات الصناعية لتحقيق سمات الاقتصاد الدائري.

### جهات ومبادرات تدوير النفايات

#### الشركة السعودية الاستثمارية لإعادة التدوير
أُنشئت الشركة السعودية الاستثمارية لإعادة التدوير (سرّك) بهدف تطوير أنشطة مختلفة للتعامل مع كافّة أنواع النفايات وتمويلها بهدف بناء قدرات إعادة التدوير في المملكة وتحقيق الاستدامة بعلمها في 4 مجالات:
- البلديات: بتقديم حلول شاملة للنفايات البلدية الصلبة مثل: مرافق استعادة المواد التي تتيح إمكانية فرز المواد القابلة للتدوير، بالإضافة لعمليات التسميد، وإعادة تدوير مخلفات البناء والهدم.
- الصناعة: بتطبيق أفضل التقنيات لمعالجة النفايات وحماية البيئة والصحة العامة واستعادة الموارد للاستفادة منها لفترة أطول، وبتصميم منشآت الحرق الحديثة لمعالجة المواد الخطرة معالجة آمنة.
- التدوير: بالعمل على حلول مبتكرة لإعادة تدوبر النفايات واستثمارها في معالجة المواد وتحويلها إلى موارد قيمة لتصنيع منتجات جديدة مثل: الإطارات، المصانع
- الهندسة: بإدارة كافّة جوانب الهندسة والمشتريات والبناء المركزة على مرافق وتقنيات إعادة التدوير، بدءًا من بناء المفاهيم وحتى الإنشاءات الداخلية وتشغيل المرافق

#### شركة تدوير البيئة الأهلية
شركة تدوير البيئة الأهلية (تدوير)، شركة رائدة متخصصة في تدوير مخلفات الأجهزة الإلكترونية والكهربائية WEEE Recycling بهدف المحافظة على البيئة وحماية المجتمع من الأضرار الناتجة من تلك المخلفات، بتقديمها لحلول بيئية وآمنة لإعادة تدويرها وفق المعايير العالمية المعتمدة.

#### شركة يونتكو
بجانب مجال الشركة الأساسي عملت يونتكو على وضع أهداف بيئية للمحافظة على بيئة نظيفة ومناخ صحي لبناء وطن مزدهر باستخدام أكثر الأساليب تطورًا وتقنية للعمل على حلول مبتكرة وفق أعلى المستويات. ويُعد مصنع إعادة التدوير في ينبع الصناعية أكبر مصنع في الشرق الأوسط وشمال أفريقيا وثاني أكبر مصنع في العالم.

### اتفاقية المملكة لإعادة تدوير النفايات في الرياض
وقع المركز الوطني لإدارة النفاية وأمانة منطقة الرياض والشركة السعودية الاستثمارية لإعادة التدوير، إحدى الشركات المملوكة لصندوق الاستثمارات العقارية مذكرة تفاهم ثلاثية لبدء الأنشطة المتكاملة للنفايات وإعادة تدويرها في مدينة الرياض. والتي سيعمل بموجبها على:
- تعزيز التعاون والتنسيق المشترك بينهما لتنفيذ الاستراتيجية الشاملة لقطاع إدارة النفايات في مدينة الياض.
- تحقيق مجموعة من الأهداف الاستراتيجية لإعادة التدوير بحلول 2035، أبرزها إعادة تدوير 81٪ من حجم الإنتاج السنوي للنفايات البلدية الصلبة.
- رفع وإزالة وإعادة تدوير مخلفات البناء والهدم المتناثرة في الأحياء وشوارع مدينة الرياض والتي تُقدّر بـ20 مليون طن.

### مبادرة الشركة السعودية للكهرباء لإعادة تدوير النفايات
سعت الشركة السعودية للكهرباء من خلال برنامجها للتحول الاستراتيجي المتسارع إلى تحقيق الريادة في مجال حماية البيئة على مستوى المملكة. انطلاقًا من تعزيز الاعتماد على مصادر الطاقة النظيفة، والاستخدام الأمثل للموارد، وإعادة الاستخدام والتدوير، والتقليل من النفايات الضارة بالبيئة. بعد أن درست النفايات الناتجة من مرافق ومحطات الشركة حتى أن وصلت إلى حلول مبتكرة، واستفادت من التدوير، واستخدام النفايات الخطرة.
كما أنها عملت بالتعاون مع شركة متخصصة في تدوير المخلفات ومؤهلة من الهيئة العامة للأرصاد وحماية البيئة، وانتهت من دراسة جدوى إعادة تدوير البطاريات المستخدمة ومخلفات الورق والمعادن غير الثمينة والبقايا الكيميائية وبقايا الزيوت وزيوت المحولات بهدف تقليل الفقد في الموارد وتقليل إنتاج النفايات الخطرة.

## الأحوال الجوية والأرصاد

### المناخ في المملكة
يختلف مناخ المملكة من منطقة لأخرى لاختلاف تضاريسها فهى تقع تحت تأثير المرتفع الجوي المداري. وعموماً، فإن مناخ المملكة قاري حار صيفاً بارد شتاءً وأمطارها شتوية ويعتدل المناخ على المرتفعات الغربية والجنوبية الغربية، اما المناطق الوسطى فصيفها حار وجاف وشتاؤها بارد وجاف. وترتفع على السواحل درجة الحرارة والرطوبة.
وتسقط الأمطار في فصل الشتاء والربيع، وهي أمطار قليلة، على مناطق كبيرة من المملكة ماعدا المرتفعات الجنوبية الغربية من المملكة فأمـطارها موسمية صيفية غزيرة نسبياَ. أما الرطوبة فترتفع على السواحل والمرتفعات الغربية في معظم أيام السنة وتقل كلما اتجهنا إلى الداخل.

### خدمات الأحوال الجوية والأرصاد

#### النظام الآلي للإنذار المبكر
يقدم المركز الوطني للأرصاد خدمة الإنذار الآلي المبكر؛ حيث يسعى هذا النظام إلى إيصال إنذارات المراقبة الجوية بما في ذلك الأمطار الشديدة والأعاصير للمستفيدين بالسرعة المطلوبة مع تحديد الزمان والمكان. يمكن لزائر الصفحة على موقع المركز الاطلاع على خريطة المملكة ومعرفة حالة الطقس والتفاصيل الأخرى المتعلقة بحالات الإنذار. تلوّن الخريطة بالأخضر والأصفر والبرتقالي والأحمر، ويعني كل لون على الخريطة مرحلة من الإنذار المبكر لهذه المنطقة في المملكة على النحو التالي:
- اللون الأخضر (تنويه) : يعني التنويه للمعلومية عن احتمال تأثر المملكة بحالة جوية.
- اللون الأصفر (تنبيه) : يعني تنبيه عن احتمال تأثر منطقة ما بظاهرة جوية.
- اللون البرتقالي (تنبيه متقدم) : يعني تنبيه متقدم عن تأثير ظاهرة جوية ويجب أخذ الحيطة والحذر.
- اللون الأحمر (تحذير) يعني تحذير من ظاهرة جوية شديدة أو سيول. ويجب أخذ كامل الحيطة والحذر والالتزام بتعليمات الدفاع المدني وإرشاداته وتوجيهاته.

#### مؤشر جودة الهواء
هي خدمة يقدمها المركز الوطني للأرصاد، وهي طريقة مبسطة للتعريف بحالة جودة الهواء استنادًا على البيانات الواردة من محطات رصد ومراقبة جودة الهواء. يتم تحويل تراكيز الملوثات إلى أرقام بسيطة يمكن أن يفهمها عموم الناس وإظهارها على شكل ألوان محددة. ويعبر دليل جودة الهواء عن ملوثات الهواء الرئيسية التالية: أول أكسيد الكربون (CO) وثاني أكسيد النيتروجين (NO2) والأوزون الأرضي (O3) وثاني أكسيد الكبريت (SO2) وذرات الغبار (PM10) وذرات الغبار (PM205).
على خريطة المملكة التي تعرض على موقع المركز، يتم توضيح جودة الهواء حسب الموقع الجغرافي بستة ألوان هي أخضر - أصفر- برتقالي – أحمر – بنفسجي – وبني. ترمز هذه الألوان لجودة الهواء كالتالي:
- الأخضر: (صحي - قيمة دليل جودة الهواء من 0 إلى 50) تعتبر حالة جودة الهواء جيدة جداً، وتراكيز جميع ملوثات الهواء أدنى من المعايير المسموح بها.
- الأصفر: (معتدل - قيمة دليل جودة الهواء من 51 إلى 100) تعتبر حالة جودة الهواء مقبولة، وتراكيز جميع ملوثات الهواء ضمن الحدود المسموح بها.
- البرتقالي: (غير صحي للمجموعات الحساسة - قيمة دليل جودة الهواء من 101 إلى 150) تعتبر حالة جودة الهواء متوسطة بتسجيل تجاوز بسيط عن الحدود المسموح بها، وقد يعاني بعض الأفراد ذوي الحساسية من تأثيرات صحية، ولكن على الاغلب لا يتأثر عموم الناس بذلك.
- الأحمر: (غير صحي - قيمة دليل جودة الهواء من 151 إلى 200) تعتبر حالة جودة الهواء غير صحية بتسجيل تجاوز هام عن الحدود المسموح بها، وقد يعاني الأفراد من مصابي أمراض الحساسية المزيد من الأعراض الصحية.
- البنفسجي: (ضار - قيمة دليل جودة الهواء من 201 إلى 300) تعتبر حالة جودة الهواء غير صحية بتاتاً بتسجيل تجاوز عالي جداً عن الحدود المسموح بها، وفي هذه الحالة من الضروري إطلاق تحذيرات صحية بوجود حالة طارئة، ومن المحتمل أن يتأثر عموم الناس بذلك.
- البني: (خطر - قيمة دليل جودة الهواء من 301 إلى 500) تعتبر حالة جودة الهواء قد وصلت إلى مستويات خطرة على صحة الإنسان.

#### تحذيرات الطقس
استنادًا على البيانات الصادة من المركز الوطني للأرصاد يقوم الدفاع المدني بإرسال رسائل نصية تحذيرية عن الطقس (جودة الهواء، الغبار، الأعاصير، الأمطار، الفيضانات) للمواطنين والمقيمين حسب التوزيع الجغرافي.
كما يقوم المركز الوطني للأرصاد عبر حسابه على تويتر بإرسال التوقعات والتحذيرات للأحوال المناخية بشكل مستمر.

### العمل المناخي في السعودية
تدرك المملكة العربية السعودية خطورة الكوارث الطبيعية والمناخية، فإن تغير المناخ يؤثر على الاقتصاد الوطني وحياة الناس، فمع تغير أنماط الطقس وارتفاع مستويات سطح البحر تصبح الأحداث الجوية أكثر حدة. لذا عملت على استحداث مجموعة من اللوائح والخطط والإجراءات المرتبطة، وذلك لحماية الأرواح، والممتلكات من كافة المخاطر الطبيعية.

### مبادرات سعودية للحفاظ على المناخ
- تدشين مبادرة وزارة البيئة والزراعة والمياه لتطوير أنظمة مراقبة الظواهر الجوية من أجل سلامة الأرواح وحماية الممتلكات، والحد من تأثيراتها الضارة.
- إنشاء الخطة الوطنية لمواجهة الكوارث الطبيعية، إذ تغطي هذه الخطة مجموعة من السيناريوهات المحتمل حدوثها، ومنها الأمطار الغزيرة، الرياح السطحية السريعة، والزلازل المدمرة وغيرها.
- إنشاء الخطة الوطنية للحوادث الكيميائية والجرثومية، وتغطي هذه الخطة التدابير والإجراءات اللازمة عند وقوع الحوادث الكيميائية أو الجرثومية للسيطرة عليها والحد من انتشارها.
- إنشاء الخطة الوطنية لمواجهة الكوارث البحرية، تغطي هذه الخطة مجموعة من التدابير والإجراءات لمواجهة أي كوارث محتملة في بحار المملكة.
- صدور اللائحة التنفيذية لعمليات الإخلاء والإيواء، وتغطي هذه اللائحة الإجراءات والتدابير والمسؤوليات للإخلاء والإيواء قبل وقوع الكوارث لحماية المدنيين من التعرض للمصائب.
- صدور الإستراتيجية الوطنية للبيئة.

## الطاقة المتجددة

### البرنامج الوطني للطاقة المتجددة في المملكة
أطلقت المملكة العربية السعودية إستراتيجية للتنمية الوطنية الشاملة لدعم تنوّع مصادر الطاقة، ولتحقق هدف الوصول إلى (3.45) جيجا واط من الطاقة المتجددة بحلول عام 2020 و (9.5) غيغا واط بحلول عام 2030 و (54) غيغا واط بحلول عام 2040. كما تعمل المملكة على مراجعة الإطار القانوني والتنظيمي في استثمار القطاع الخاص في مصادر الطاقة المتجددة وتوطين الصناعة بتشجيع الشراكات بين القطاعين العام والخاص، وضمان القدرة التنافسية للطاقة المتجددة من خلال تحرير سوق المحروقات تدريجيًا.

### جهود المملكة في الطاقة المتجددة
- انضمام المملكة للتحالف الدولي للطاقة الشمسية.
- توقيع اتفاقية مع سوفت بانك بحجم 200 غيغا واط وتكلفة 200 مليار دولار.
- إعلان خطة المملكة 2030 في بناء قطاع طاقة شمسية مستدامة.
- إنشاء مكتب تطوير مشاريع الطاقة المتجددة بوزارة الطاقة.
- جذب رؤوس الأموال الأجنبية للمساهمة في بناء هذا القطاع.
- توصيل مشاريع الطاقة الشمسية المتوسطة والصغيرة بالشبكة السعودية للكهرباء.
- إيجاد معاهد تدريب لتأهيل الشباب السعودي.
- توفير الوظائف للمواطنين في مجال الطاقة المتجددة.
- إنشاء صناعة طاقة متجددة محلية.
- دعم مراكز أبحاث الطاقة المتجددة محليًا.

## القوانين البيئية
- أنواع مهددة بالانقراض
- قانون المياه
- قانون التعدين
- قانون الغابات
- قانون مصائد الأسماك
- قانون الصيد

## التوعية البيئية
برنامج «أخلاقيات التنزه في البرية»

## الأمن البيئي
أنشئت القوات الخاصة للأمن البيئي وهي أحد القطاعات العسكرية التابعة لوزارة الداخلية في المملكة العربية السعودية، وتعمل على مراقبة وضبط المخالفات البيئية والحياة الفطرية وحماية الغابات والموارد البحرية ومتابعة الجانب المتعلق بالتنوع الإحيائي في المملكة مثل الاحتطاب وتجريف التربة والصيد الجائر وغيرها.

## معاهدات واتفاقيات دولية
السعودية وقعت كثير من المعاهدات والاتفاقات الدولية الخاصة بالبيئة وحمايتها، ومنها: اتفاقية كيوتو

## روابط ذات علاقة
- مؤشر جودة الهواء في السعودية.
- خدمات المركز الوطني للرقابة على الالتزام البيئي.
- الخدمات الإلكترونية لوزارة البيئة والمياه والزراعة.
- ميزانية وزارة البيئة والمياه والزراعة.
- الأنظمة والتشريعات - البيئة والمياه والزراعة.
- الاستشارات الإلكترونية - وزارة البيئة والمياه والزراعة.
- البيانات المفتوحة – وزارة البيئة والمياه والزراعة.
- الخرائط التفاعلية – وزارة البيئة والمياه والزراعة.
- الأسئلة الشائعة البيئة والمياه والزراعة.
- الاشتراك بالتنبيهات – وزارة البيئة والمياه والزراعة.
- تطبيقات الجوال الحكومية – وزارة البيئة والمياه والزراعة.